# 946 Poësia
946 Poësia
946 Poësia là một tiểu hành tinh Themis.